# Queen's Blade
 (décembre 2021).
Queen's Blade (クイーンズブレイド, Kuīnzu Bureido) est une série de personages publié en livres (combat gamebook) pour le système de jeu Lost Worlds d'Alfred Leonardi sorti en 1983 par l'éditeur Flying Buffalo. Dix personnages sont sortis de 2005 à 2008 par Hobby Japan.
Queen's Blade Anthology Comic est publié en manga en avril 2007 par Hobby Japan puis sous forme de Light novel Queen's Blade: Sword of Unicorn scénario de Eiji Okita et illustrations Eiwa. Le manga Queen's Blade: Hide & Seek, illustré par Iku Nanzaki, est sorti depuis 2008 en 5 volumes chez Kadokawa Shoten dans Comp Ace. Queen's Blade: Rurō no Senshi, illustré par Kabao Kikkawa, est sorti de 2009 à 2010 dans Monthly Comic Alive chez Media Factory. Le manga Queen's Blade Struggle est publié par ASCII Media Works en mars 2009.
Les anime Queen's Blade Wandering Warrior (クイーンズブレイド ～流浪の戦士～, Kuīnzu Bureido ~Rurō no Senshi~) (1re saison) et Queen's Blade Successor to the Throne (クイーンズブレイド ～玉座を継ぐ者～, Kuīnzu Bureido ~Gyokuza o tsugu mono~) (2e saison) sont sortis en 2009 par Kinji Yoshimoto pour le studio Arms Corporation. En France, la série est diffusée en 2011 sur la chaîne GONG de Numericable. La série d'OVA Queen's Blade: Beautiful Fighters (クイーンズブレイド ～美しき闘士たち～, Kuīnzu Bureido ~Utsukushiki Tōshi-tachi~) est sortie en 6 épisodes par Hobby Japan du 25 août 2010 à 2011 (DVD et Blu-Ray).

## Trame

### Synopsis
Leina a fugué pour parvenir à la Capitale de la reine et participer à un tournoi appelé « Queen's Blade », qui détermine tous les quatre ans la championne la plus puissante et la plus belle du royaume, afin qu'elle devienne la Reine, celle qui aura prouvé sa force et donc son aptitude à empêcher les combats inutiles.
Malheureusement, Melona, un démon adepte de la métamorphose qui attaque les voyageurs, se met sur sa route et la maîtrise. Pendant que l'ange Nanaël se précipite pour ne pas manquer de diffuser le combat, qui prend place dans la compétition de la Queen's Blade, car c'est là le travail des anges, Leina est alors sauvée par une étrange guerrière qui dit s'appeler Risty, une Hors-La-Loi du Désert. 
Elles décident de faire équipe pour que Leina mène à bien ses prochaines péripéties et combats contre les serviteurs de la Sorcières des Marais composé principalement de Melona, Menace et Airi qui tente de stopper le tournoi Queen's Blade.

## Personnages

### Queen's Blade
Leina (レイナ, Reina) « Guerrière Errante »
Voix japonaise : Ayako Kawasumi
Risty (ou Listy) (リスティ, Risuti) « Gentille Voleuse du Desert »
Voix japonaise :  Yuko Kaida
Irma (イルマ, Iruma) « Assassin des Crocs »
Voix japonaise : Moi
Nowa (ノワ, Nowa) « Gardienne de la Forêt »
Voix japonaise : Mikako Takahashi
Tomoe (トモエ, Tomoe) « Prêtresse Guerrière »
Voix japonaise : Mamiko Noto
Claudette (クローデット, Kurōdetto) « Général de la Foudre »
Voix japonaise : Atsuko Tanaka
Echidna (エキドナ, Ekidona) « Mercenaire Emérite »
Voix japonaise : Yuki Kaida
Menace (メナス, Menasu) « Reine Ancienne »
Voix japonaise : Yuko Goto
Elina (エリナ, Erina) « Commandante Impériale »
Voix japonaise : Kaori Mizuhashi
Airi (アイリ, Airi) « Tentatrice des Enfers »
Voix japonaise : Kanae Itō
Nanael (ナナエル, Nanaeru) « Ange de la Gloire »
Voix japonaise : Aya Hirano
Cattleya (カトレア, Katorea) « Fabricante d'Armes »
Voix japonaise : Ryoka Yuzuki
Melona (メローナ, Merōna) « Assassin aux Multiples Visages »
Voix japonaise : Rie Kugimiya
Alleyne (アレイン, Arein) « Instructeur de Combat »
Voix japonaise : Eri Kitamura
Nyx (ニクス, Nikusu)
Voix japonaise : Rie Tanaka
Melpha (メルファ, Merufa) « Sainte de la Porte »
Voix japonaise : Sayaka Ohara
Ymir (ユーミル, Yūmiru) « Princesse d'Acier »
Voix japonaise : Ayaka Saito
Aldra (アルドラ, Arudora) « Queen's Blade »
Voix japonaise : Miyu Takeuchi
Shizuka (シズカ)
Voix japonaise : Hitomi Nabatame
Iroha (いろは)

### Queen's Gate
Queen's Gate est une série de livres de combat visuels publiés par Hobby Japan. Supplément à la série de livres de combat visuels Queen's Blade, il présente des personnages féminins sous licence d'autres jeux et œuvres, y compris ceux de Hobby Japan. Comme Queen's Blade avant lui, les livres sont compatibles avec les livres de jeux Lost Worlds de Flying Buffalo . Adaptation de jeu vidéo, Queen's Gate : Spiral Chaos a été développé par Namco Bandai pour la PlayStation Portable.

### Queen's Blade Rebellion
Queen's Blade Rebellion est une suite de la saison 3  du titre original Queen's Blade : Rurou no Senshi  créé par Ukyo Kodachi. La saison précédente à celle-ci est Queen's Blade : Beautiful Fighters
Synopsis : Après les événements, Gainos et l'ensemble du continent sont tombés sous un régime tyrannique dirigé par Claudette, La reine des nuages et Leina (gagnante du Queen's Blade) renonce au titre de reine. Annelotte, une jeune chevalier courageuse et princesse exilée, dirige une bande de rebelles appelé l'armée rebelle pour renverser Claudette et rétablir la paix et l'ordre dans le Continent.

## Anime

### Liste des épisodes

#### Queen's Blade: Wandering Warrior (Queen’s Blade: Rurou no Senshi)
| No | Titre français                                    | Titre japonais       | Titre japonais                    | Date de 1re diffusion |
| No | Titre français                                    | Kanji                | Rōmaji                            | Date de 1re diffusion |
| -- | ------------------------------------------------- | -------------------- | --------------------------------- | --------------------- |
| 1  | High Spirits: The Wandering Warrior               | 気炎～流浪の戦士     | Kien ~ Rurō no Senshi             | 2 avril 2009          |
| 2  | Ambitious Undertaking: Warrior Priestess          | 壮途～武者巫女       | Sōto ~ Musha Miko                 | 9 avril 2009          |
| 3  | Charm Attack: Veteran Mercenary                   | 艶襲～歴戦の傭兵     | Enshū ~ Rekisen no Yōhei          | 16 avril 2009         |
| 4  | Rivarly: Thundercloud General                     | 相克～雷雲の将       | Sōkoku ~ Raiun no Shō             | 23 avril 2009         |
| 5  | Resurrected Curse: Ancient Princess               | 蘇呪～古代の王女     | Soju ~ Kodai no Ōjo               | 30 avril 2009         |
| 6  | Promise: Forest Keeper                            | 約束～森の番人       | Yakusoku ~ Mori no Bannin         | 7 mai 2009            |
| 7  | Advent: Angel of Light                            | 降臨～光明の天使     | Kōrin ~ Kōmyō no Tenshi           | 14 mai 2009           |
| 8  | Stealth: Assassin of the Fang                     | 暗躍～牙の暗殺者     | An'yaku ~ Kiba no Ansatsusha      | 21 mai 2009           |
| 9  | Sincerity: The Weaponsmith and the Steel Princess | 赤心～武器屋と鋼鉄姫 | Sekishin ~ Bukiya to Kōtetsu Hime | 28 mai 2009           |
| 10 | Enlightenment: Blow of the Dragon                 | 開眼～竜の一撃       | Kaigan ~ Ryū no Ichigeki          | 4 juin 2009           |
| 11 | Thunder: After the Death Battle                   | 厳霊〜死闘の果て     | Genrei ~ Shitō no Hate            | 11 juin 2009          |
| 12 | Final Destiny: Path to the Queen                  | 開門〜女王への道     | Kaimon ~ Joō e no Michi           | 18 juin 2009          |

#### Queen's Blade: Successor to the Throne (Queen’s Blade: Gyokuza wo Tsugu Mono)
| No | Titre français                                   | Titre japonais           | Titre japonais               | Date de 1re diffusion |
| No | Titre français                                   | Kanji                    | Rōmaji                       | Date de 1re diffusion |
| -- | ------------------------------------------------ | ------------------------ | ---------------------------- | --------------------- |
| 1  | All are Assembled! The Queen's Blade             | 参集! クイーンズブレイド | Sanshū! Kuīnzu Bureido       | 24 septembre 2009     |
| 2  | Crush the Evil! The Unforgettable Battle         | 破邪! 思いがけない闘い   | Haja! Omoigakenai Tatakai    | 1er octobre 2009      |
| 3  | Burnout! Bounds of Fate on Fire                  | 炎情! 燃え上がる因縁     | Enjō! Moeagaru In'en         | 8 octobre 2009        |
| 4  | Confrontation! A Voice of a Crucial Meeting      | 対決! 呼び合う絆         | Taiketsu! Yobiau Kizuna      | 15 octobre 2009       |
| 5  | A Ruse! The Queen's Palace of Grief              | 策謀! 嘆きの王宮         | Sakubō! Nageki no Ōkyū       | 22 octobre 2009       |
| 6  | Puzzle! A Bad Feeling                            | 錯綜! 変わりゆく予感     | Sakusō! Kawariyuku Yokan     | 29 octobre 2009       |
| 7  | Freezing! Appraisal of the Situation             | 氷結! 計算外の事態       | Hyōketsu! Keisangai no Jitai | 5 novembre 2009       |
| 8  | Disgrace! An Angel in Combat                     | 慙悸! 戦いの天使         | Zanki! Tatakai no Tenshi     | 12 novembre 2009      |
| 9  | Sincere Feelings! A Duel with the Vance Countess | 衷心! ヴァンス城の決闘   | Chūshin! Vansu-jō no Kettō   | 19 novembre 2009      |
| 10 | A Cherished Wish! What is Worth Fighting For     | 本懐! 戦う理由           | Honkai! Tatakau Riyū         | 26 novembre 2009      |
| 11 | The Feud! Culmination                            | 血闘! 頂上対決           | Kettō! Chōjō Taiketsu        | 3 décembre 2009       |
| 12 | Ambitions! The Successor to the Throne           | 大志! 玉座を継ぐ者       | Taishi! Gyokuza o Tsugumono  | 10 décembre 2009      |

#### Queen's Blade: Beautiful Fighters (Queen’s Blade: Utsukushiki Toushi-tashi)
| No | Titre français                              | Titre japonais          | Titre japonais                   | Date de 1re diffusion |
| No | Titre français                              | Kanji                   | Rōmaji                           | Date de 1re diffusion |
| -- | ------------------------------------------- | ----------------------- | -------------------------------- | --------------------- |
| 1  | Faith! Elina's Unshakable Bond              | 信義!エリナ揺るぎなき絆 | Shingi! Erina Yurugi Naki Kizuna | 25 août 2010          |
| 2  | Longing! Alleyne's Thousand-Year Separation | 愛惜!アレイン千年の別れ | Aiseki! Arein Sennen no Wakare   | 22 septembre 2010     |
| 3  | Melancholy! Airi's Double-Cross             | 憂鬱!アイリの二心       | Yūutsu! Airi no Nishin           | 22 octobre 2010       |
| 4  | Revival! Menace's Royal Palace of Pleasure! | 再興!メナス愉悦の王宮   | Saikō! Menace Yuetsu no Ōkyū     | 25 novembre 2010      |
| 5  | Fallen Angel! The Nanael of Pleasure        | 堕天!逸楽のナナエル     | Daten! Itsuraku no Nanael        | 23 février 2011       |
| 6  | Mystery! An Escort's Journey of Disaster    | 奥義!差添いの逢魔が旅   | Ōgi! Sashizoi no Ōma ga tabi     | 30 mars 2011          |

#### Queen's Blade: Unlimited
Une nouveau projet comprenant une nouvelle série incluant de nouveaux personnages et une histoire originale est annoncée le 17 février 2017, et sortira le 7 juillet 2018.

## Manga

### Queen's Blade Anthology Comic
4 volumes ont été publiés par Hobby Japan.
| no | Japonais         | Japonais          |
| no | Date de sortie   | ISBN              |
| -- | ---------------- | ----------------- |
| 1  | 25 avril 2007    | 978-4-89425-543-2 |
| 2  | 25 juillet 2007  | 978-4-89425-578-4 |
| 3  | 25 novembre 2007 | 978-4-89425-624-8 |
| 4  | 25 février 2008  | 978-4-89425-669-9 |

### Queen's Blade -Hide&Seek-
L'auteur est Iku Nanzaki. 5 volumes ont été publiés par Kadokawa Shoten. Il est pré-publié dans Monthly Comp Ace depuis 2007.
| no | Japonais         | Japonais          |
| no | Date de sortie   | ISBN              |
| -- | ---------------- | ----------------- |
| 1  | 26 juin 2008     | 978-4-04-715050-8 |
| 2  | 26 mars 2009     | 978-4-04-715217-5 |
| 3  | 26 juin 2009     | 978-4-04-715254-0 |
| 4  | 26 décembre 2009 | 978-4-04-715351-6 |
| 5  | 26 juin 2010     | 978-4-04-715468-1 |

### Queen's Blade Struggle
L'auteur est AstroguyII. 4 volumes ont été publiés par ASCII Media Works. Il a été pré-publié dans Dengeki Black Maou de décembre 2007 à juin 2010, mais à cause de la fusion de magazines, il est pré-publié en bimestriel dans Dengeki Maou depuis août 2010.
| no | Japonais         | Japonais          |
| no | Date de sortie   | ISBN              |
| -- | ---------------- | ----------------- |
| 1  | 27 mars 2009     | 978-4-04-867706-6 |
| 2  | 18 décembre 2009 | 978-4-04-868322-7 |
| 3  | 18 décembre 2010 | 978-4-04-870149-5 |

### Queen's Blade: Rurō no Senshi
C'est une adaptation de l'anime en manga illustré par Kabao Kikkawa. Il est pré-publié dans Monthly Comic Alive entre 2008 et 2009.
| no | Japonais          | Japonais |
| no | Date de sortie    | ISBN     |
| -- | ----------------- | -------- |
| 1  | 23 février 2009   |          |
| 2  | 23 septembre 2009 |          |
| 3  | 23 janvier 2010   |          |

## Light novel

### Série Sword of Unicorn
Cette série a été publiée par HJ Bunko. Elle est écrite par Eiji Okita et illustrée par Eiwa (pour la série) et Hirotaka Akaga (pour Gaiden).
- Sword of Unicorn

sortie le 28 avril 2007  (ISBN 978-4-89425-548-7)
- Return of Amara -Sword of Unicorn 2-

sortie le 1er septembre 2007  (ISBN 978-4-89425-595-1)
- Message of Cattleya -Sword of Unicorn 3-

sortie le 1er février 2008  (ISBN 978-4-89425-659-0)
- Curse of Devilring -Sword of Unicorn 4-

sortie le 1er juillet 2008  (ISBN 978-4-89425-733-7)
- Knight of Unicorn -Sword of Unicorn 5-

sortie le 1er novembre 2008  (ISBN 978-4-89425-783-2)
- Gekitō! Queen's Blade -Sword of Unicorn Gaiden-

sortie le 1er mars 2008

### Queen's Blade Rebellion
C'est la suite officielle de l'histoire de l'anime. Vol.1 Kedakaki Chikai écrit par Ukyō Kodachi et illustré par Sō Sanba a été publié le 30 mai 2009 par HJ Bunko.

### Queen's Blade Rurō no Senshi
HJ Bunko a publié 2 volumes écrits par Eiji Okita et illustrés par Tsutomu Miyazawa (couverture) et Akira Shō.
- Volume 1 : sortie le 1er août 2009
- Volume 2 : sortie le 1er octobre 2009

## Jeux

### Jeux vidéo
Queen's Blade: Spiral Chaos (クイーンズブレイド スパイラルカオス, Kuīnzu Bureido Supairaru Kaosu) est adapté en jeu RPG en décembre 2009 par Bandai Namco Games sur PSP.

### Figurines
Les personnages sont sortis par Kaiyodo/Revoltech, Nendoroid/Good Smile Company; Megahouse/Banpresto/Namco Bandai Holdings; Griffon Enterprises.